# حلقة حياكة

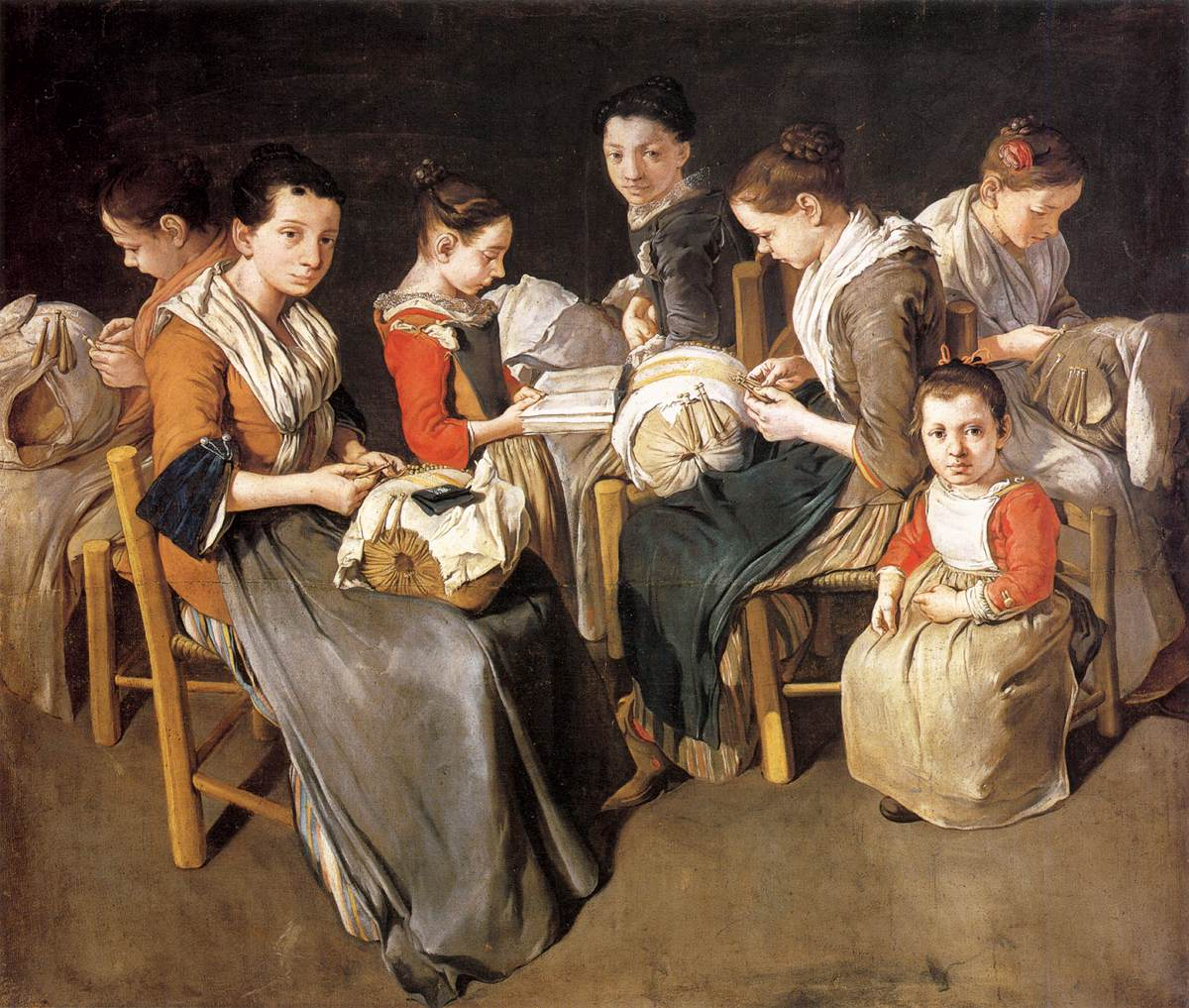
جياكومو سيروتي، "نساء يعملن على أربطة الوسائد" Women Working on Pillow Lace

يشير مصطلح حلقة حياكة عادة إلى مجموعة من الأشخاص، عادة نساء، يلتقون بانتظام لغرض الحياكة، غالبًا لأسباب خيرية يتحاكون خلالها في القيل والقال ويتداولون آرائهم السياسية.

## التجمع للحياكة
يجتمع المشاركون في حلقات الحياكة، عادة ما يكونوا من النساء، بانتظام لغرض الحياكة. وغالبًا ما يكون التجمع لأسباب خيرية، ويتحاكون أثناء الحياكة في القيل والقال و/أو يتداولون آرائهم السياسية.
على سبيل المثال، في أمريكا بعد الاستقلال، كانت حلقات الحياكة المحلية المناهضة للرق والتبشيرية تكاملية غير تنافسية، وسمحت للنساء بالتفكير حول ما يقلقهن بشأن خلق مجتمع أكثر عدلًا وأخلاقًا. من الأمثلة الأخرى على حلقات الحياكة مجتمع فراغمنت وحلقة منونايت للحياكة والحلقات المنظمة من قبل إيميلي غولدسميث على متن سفينة آر إم إس كارباثيا بعد نجاتهم من غرق آر إم إس تيتانيك، فقد نظمت هذه الخياطة الموهوبة حلقات حياكة لصنع ملابس وبطانيات من القماش للمسافرين عند ركوبهم قوارب النجاة.
وبعيدًا عن الأغراض الخيرية، تكوّن حلقات الحياكة المعاصرة منظمات على المستوى الوطني، مثل منظمة ذا جيلدز (بالإنجليزية: the Guilds) في أستراليا وأمريكا، فهي للأشخاص الذين يعتبرون الحياكة نشاطًا إبداعيًا ومجزيًا.

### "اقضم الخرقة"
تردد أن عبارة اقضم الخرقة (بالإنجليزية: chew the rag) ترجع إلى الثرثرة أثناء العمل في حلقات الحياكة.

## استخدامات أخرى
حلقة حياكة هو أيضًا مصطلح يستخدم (بواسطة مارلينه ديتريش على سبيل المثال)) لوصف ممثلات أفلام السحاق وازدواجية الميول الجنسية المغمورات وعلاقاتهن في هوليوود بالولايات المتحدة، خاصة أثناء العصر الذهبي لهوليوود في فترة النصف الأول من القرن العشرين. وقد صاغت الممثلة ألا نازيموفا استخدام هذا التعبير لذلك الغرض.

## للاطلاع
- Kimberly D. Schmidt؛ Diane Zimmerman Umble؛ Steven D. Reschly، المحررون (2003). Strangers at Home: Amish and Mennonite Women in History. JHU Press. ISBN:9780801876851.
- Anne Macdonald (2010). No Idle Hands: The Social History of American Knitting. Random House Digital, Inc. ISBN:9780307775443.
- Nancy A. Hewitt (2001). Women's Activism and Social Change: Rochester, New York, 1822-1872. Lexington Books. ISBN:9780739102978.
- Nancy Ruth Reagin، المحرر (1995). A German Women's Movement: Class and Gender in Hanover, 1880-1933. Univ of North Carolina Press. ISBN:9780807864012.
- Erica Simmons (2006). Hadassah And the Zionist Project. Rowman & Littlefield. ISBN:9780742549388.